# Örlogsstaden Karlskrona
Örlogsstaden Karlskrona upptogs år 1998 på Unescos världsarvslista som objekt nr 871.
År 2020 varnade Unesco för att Örlogsstaden kan förlora sin världsarvsstatus, detta eftersom Karlskrona planerar att uppföra ett nytt kulturhus på Stortorget, liksom för rivningen av befintliga byggnader. Bland andra menar Riksantikvarieämbetet att det kan "äventyra stadens världsarvsstatus".

## Motivering
| ” | kriterium ii: Karlskrona är ett exceptionellt välbevarat exempel på en europeisk planerad örlogsstad, vilken har element från äldre etableringar i andra länder och som på sin tid stod som modell för följande städer med liknande funktioner. | „ |

| ” | kriterium iv: Örlogsbaser spelade en viktig roll i århundradena då örlogsflottorna var en betydande faktor i europeisk realpolitik, och Karlskrona är den bäst bevarade och mest kompletta av dem som finns kvar. | „ |

## Områden och byggnadsverk som ingår i världsarvet[4]
Karlskrona och ön Trossö
- Stortorget med Fredrikskyrkan, Trefaldighetskyrkan och Rådhuset
- Grevagården invid Fiskbron (inrymmer Blekinge Museum)
- Amiralitesparken med Amiralitetsklockstapeln
- Bataljon Sparre med Kasernbyggnaden, Örlogsbasens kanslibyggnad,  Exercishuset och Östersjöskolan
- Stumholmen med Kronobageriet, Slup- och barkasskjulet, Tunnebodsmagasinet, Kronohäktet och Båtsmanskasernen (båda idag utbildningslokaler för Hyper Island), Beklädnadsverkstaden, Corps-de-garde, Marinflyget slip, Piloternas bostadshus, Hangar nr 4 Hangar nr 3, Saltkokningshuset, Kungshallsmagasinet, Bastion Kungshall med Lakegodsmagasinet, Sjukhuspaviljongen, Kokhuset, Desinfektionshuset
- Amiralitetsslätten med Högvakten och Skeppsgossekasernen Anckarstierna
- Bataljon Sparre
- Bataljon af Trolle
- Slutningsmuren
- Kungsbron med Länsresidenset och Bastion Aurora
- Amiralitetskyrkan (Ulrica Pia) nära Kungsbron
- Artillerigården och Sängpersedelförrådet
- Gamla varvet med Chapmansbostället
- Karlskrona örlogsbas och Karlskronavarvet
- Byggnadsminnen inom världsarvets område[6]:
  - Bergqvistska gården
  - Callerholmska schweizervillan
  - Emanuelskyrkan (Metodistkyrkan)
  - Flensburgska gården
  - Vattenborgen (Gamla vattentornet på Trossö)[7]
  - Hallströmska gården
  - Hollströmska magasinet
  - Hubendickska huset
  - Kungshuset
  - Lindströmska gården
  - Lotsstugan på Stumholmen
  - von Otterska gården
  - Monteliuska gården
  - Nordenskjöldska gården
  - Palanderska gården
  - Rådman Lunds gård
  - Södööska gården
  - Thörnska gården

Befästningsverken vid inloppet till Karlskrona
- Kruthusen Koholmen, Ljungskär och Mjölnareholmen placerade på tre småöar utanför Trossö
- Befästningstornen Kurrholmen och Godnatt
- Kungsholms fort intill ön Tjurkö
- Drottningskärs kastell på Aspö

Övriga anläggningar som ingår i världsarvet
- Kronokvarnen i stadsdelen Lyckeby (kvarnen malde mjöl till Kronobageriet på Trossö)
- Skärva herrgård strax utanför tätorten Nättraby (herrgård som skeppsbyggaren Fredrik Henrik af Chapman lät uppföra)

## Galleri

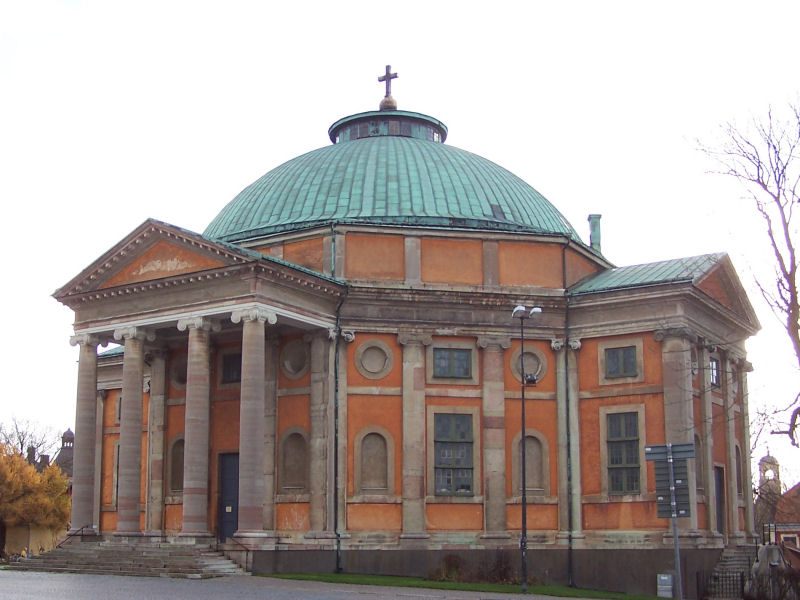
Trefaldighetskyrkan på Stortorget
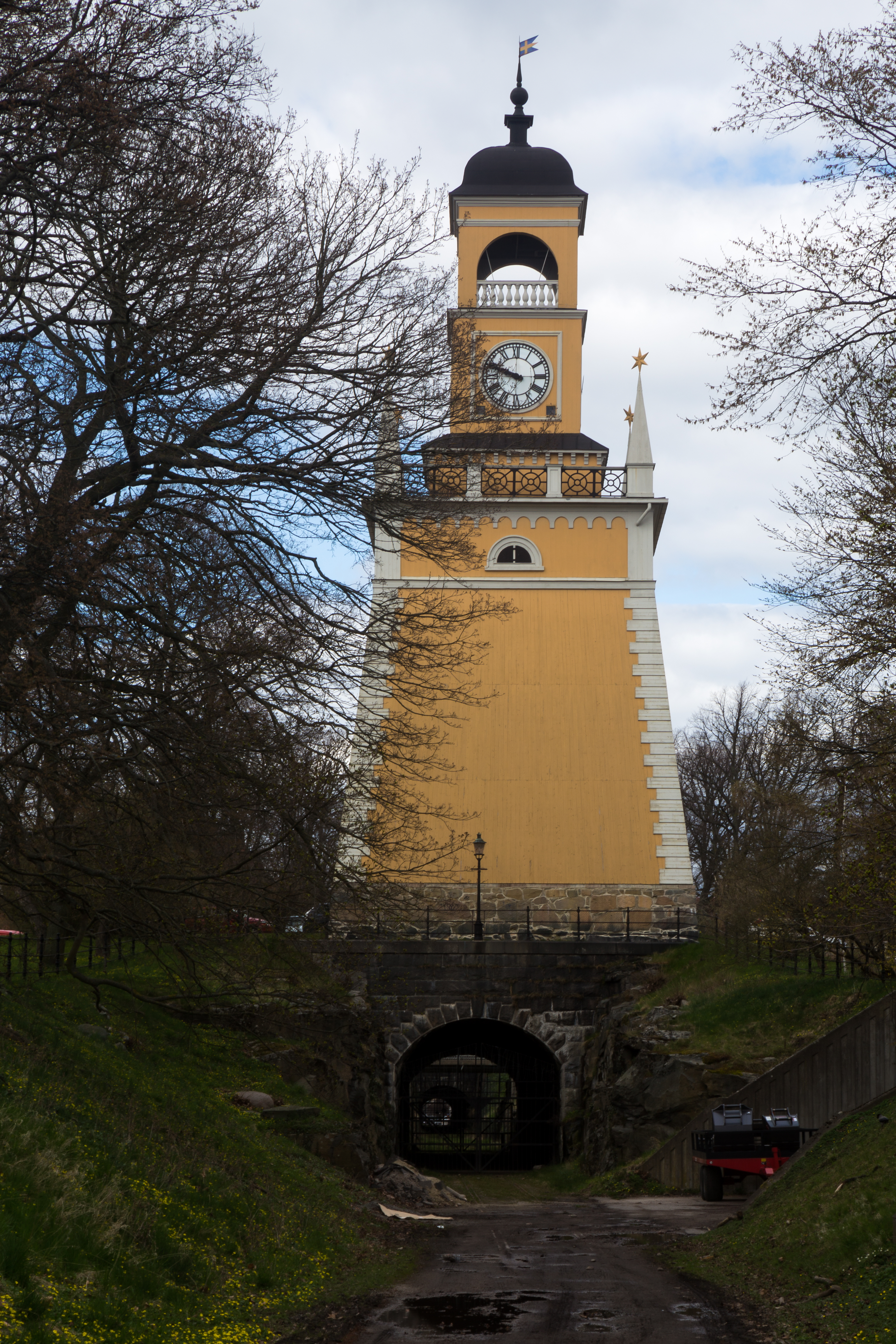
Amiralitetsklockstapeln i Amiralitesparken
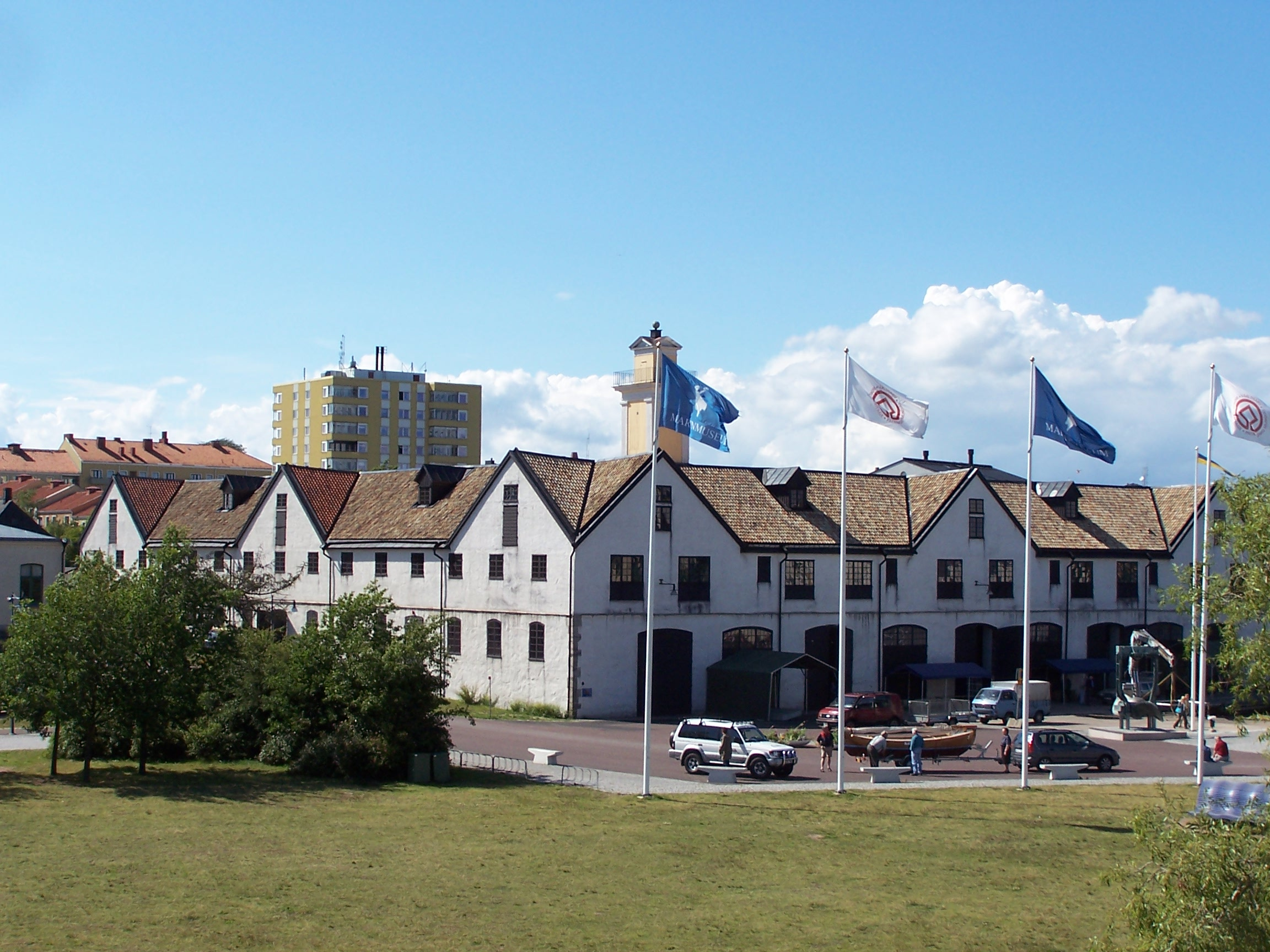
Slup- och barkasskjulet på Stumholmen
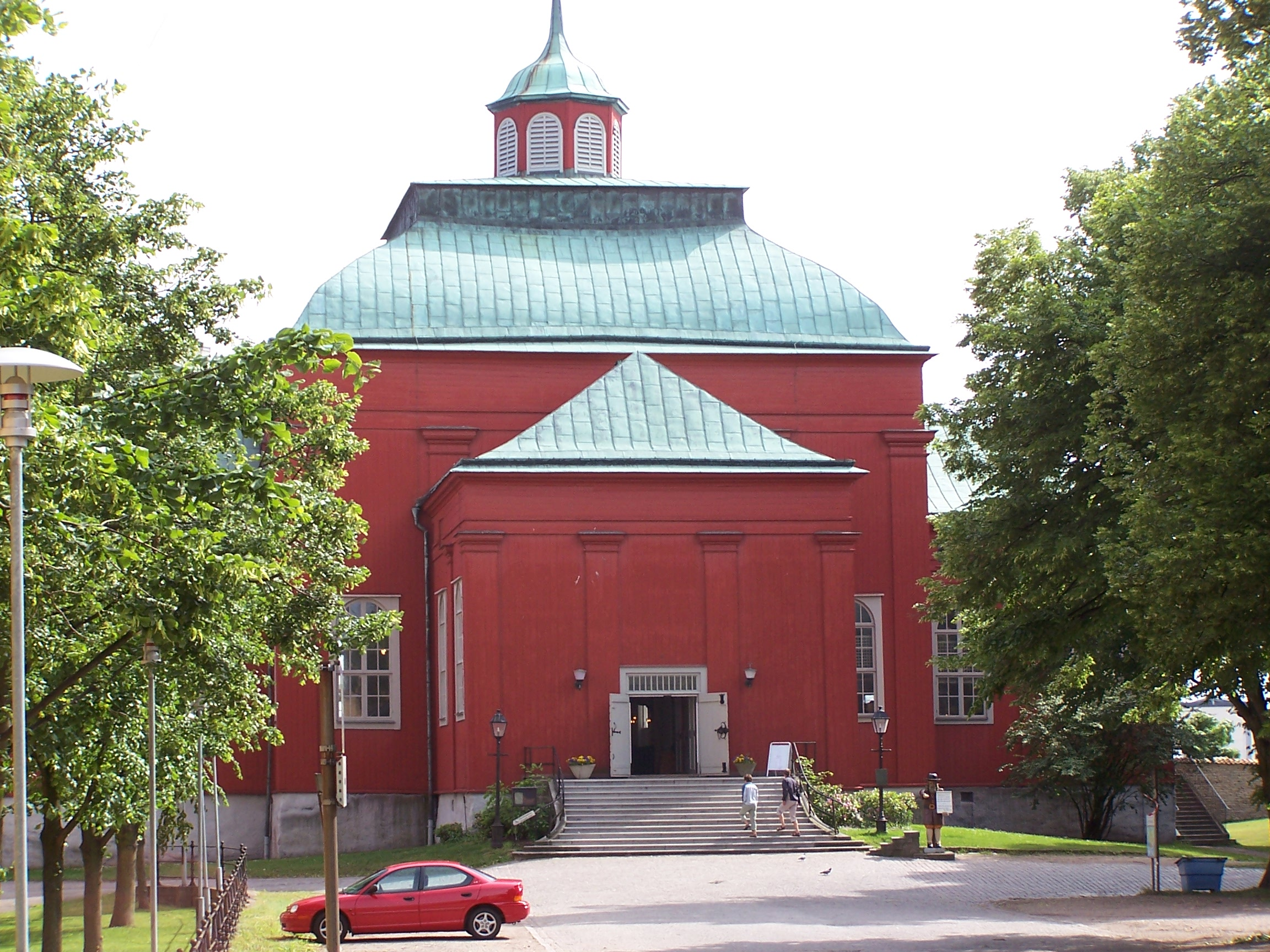
Amiralitetskyrkan på Trossö
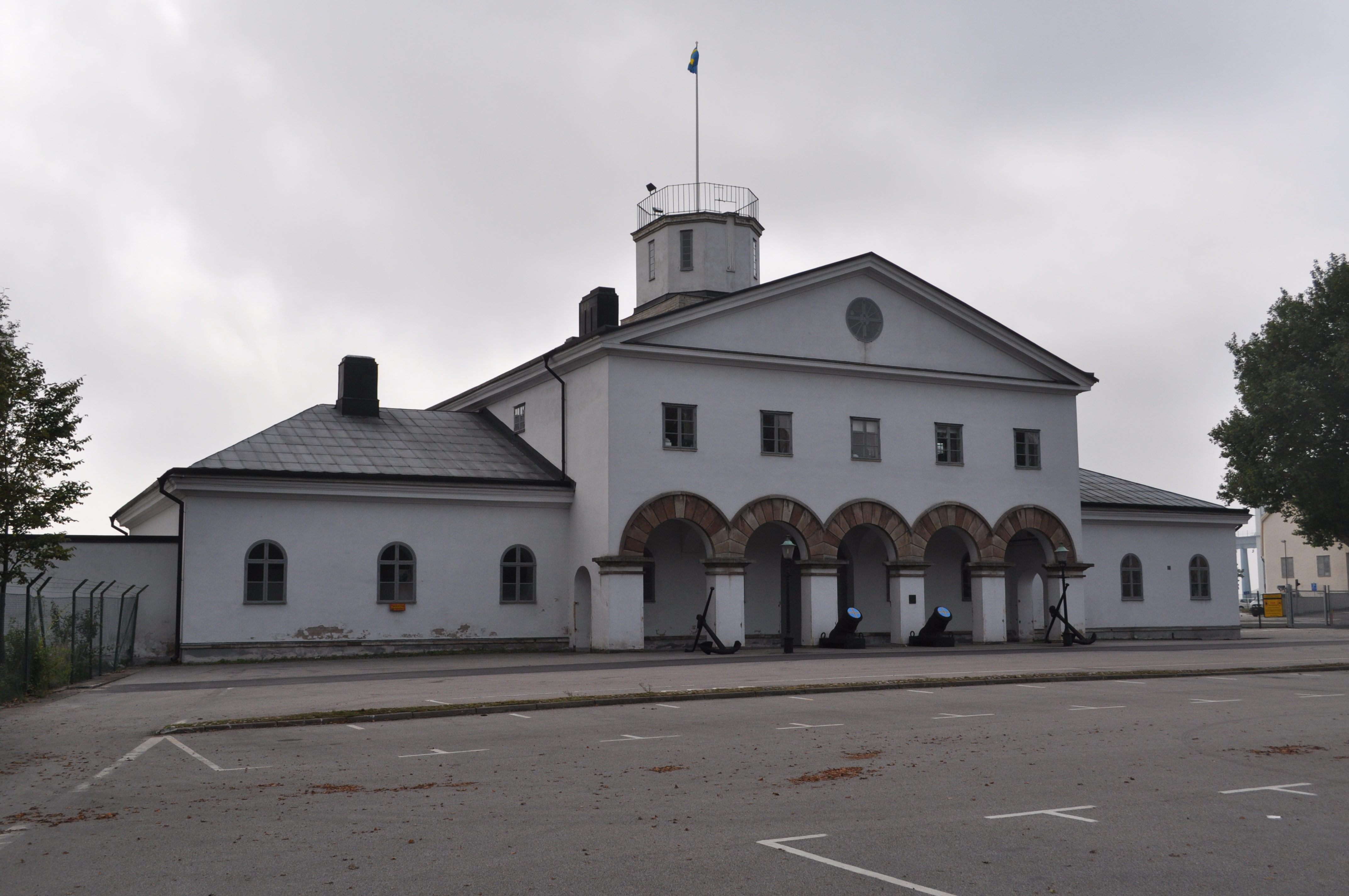
Högvakten vid Karlskrona örlogsbas
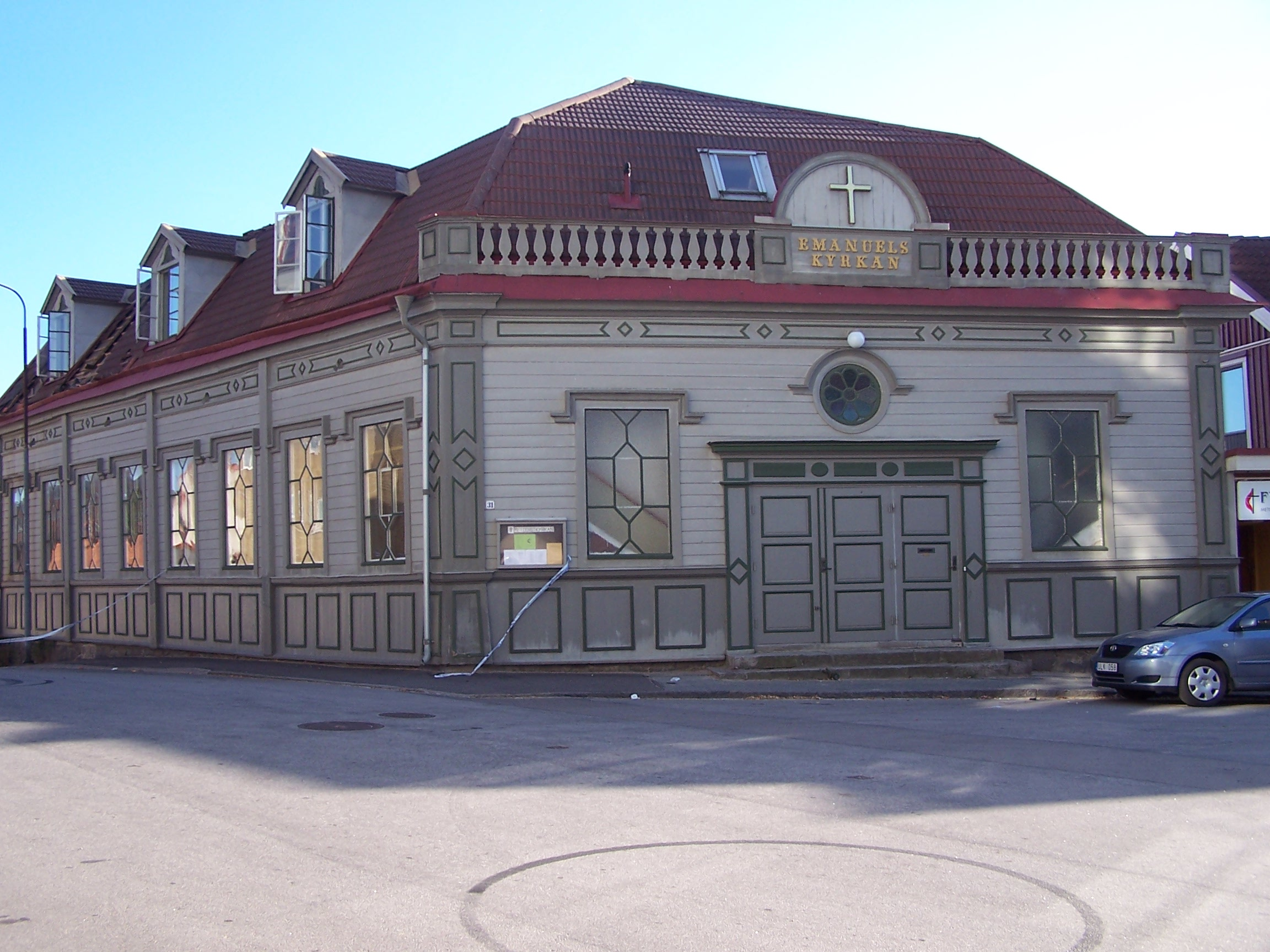
Emanuelskyrkan
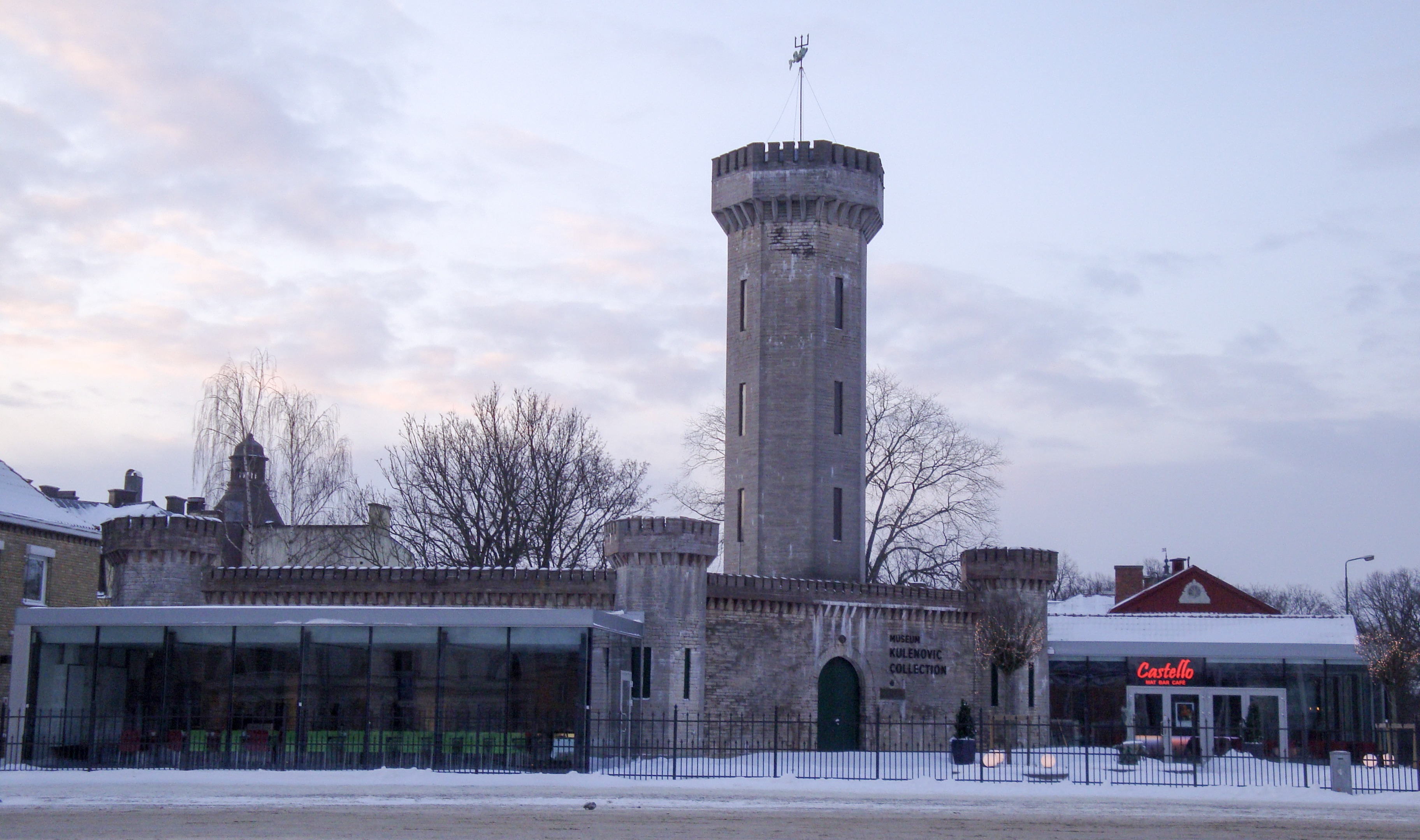
Vattenborgen på Stortorget
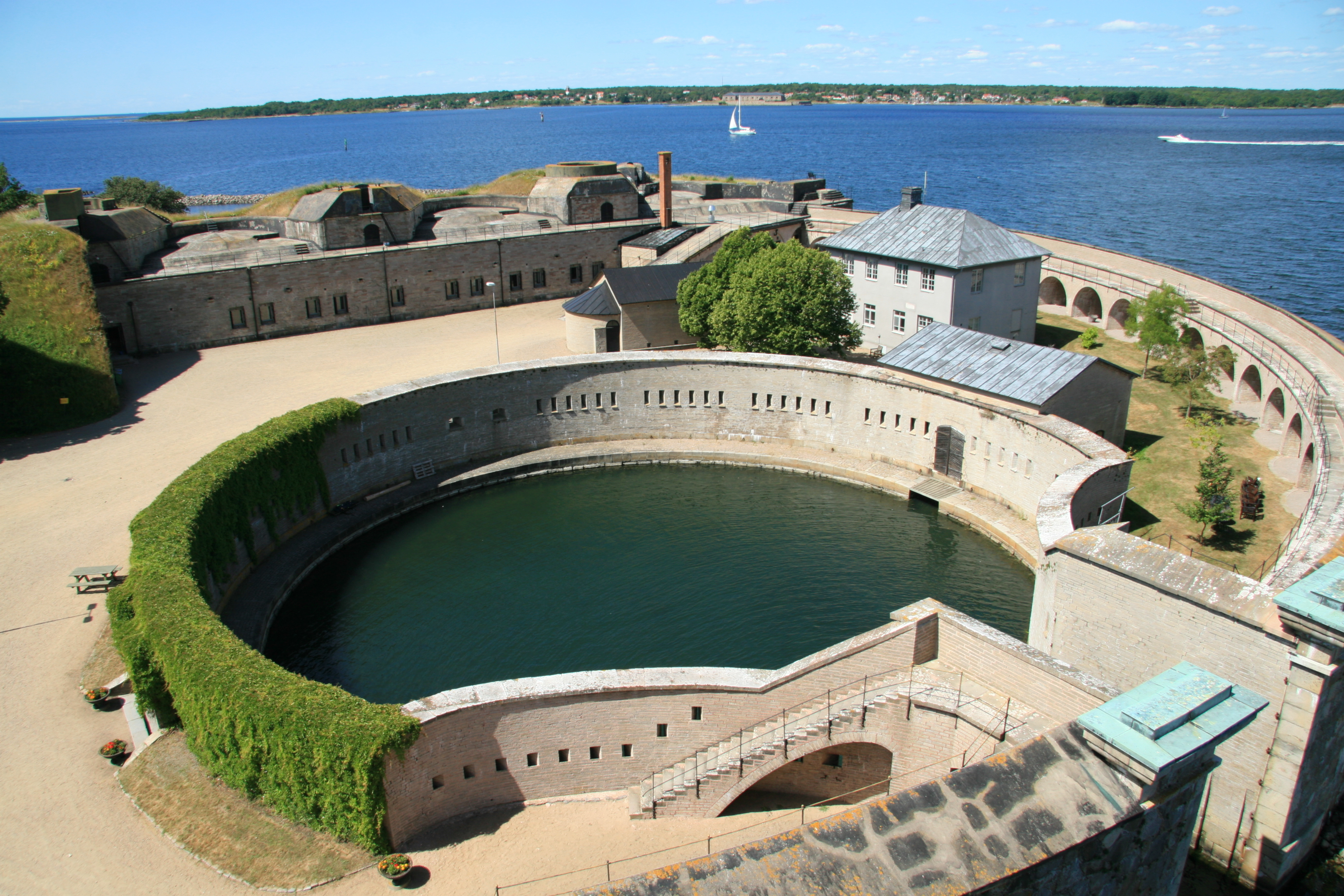
Kungsholms fort